# Langford Budville
Langford Budville är en ort och civil parish i Storbritannien.   Den ligger i grevskapet Somerset och riksdelen England, i den södra delen av landet, 230 km väster om huvudstaden London. Langford Budville ligger 111 meter över havet och antalet invånare är 473.
Terrängen runt Langford Budville är varierad, och sluttar österut. Runt Langford Budville är det ganska tätbefolkat, med 134 invånare per kvadratkilometer. Närmaste större samhälle är Taunton, 11,8 km öster om Langford Budville. Trakten runt Langford Budville består i huvudsak av gräsmarker.